# Hwanghae del Sud
Hwanghae del Sud (en coreà: 황해남도) és una província de Corea del Nord. La província es va formar en l'any 1954 quan l'antiga província de Hwanghae es va dividir entre Hwanghae del Nord i Hwanghae del Sud. La capital provincial és Haeju. Aquesta província limita al nord i a l'est amb la província de Hwanghae del Nord i amb Pyongan del Sud. La frontera sud de la província es caracteritza per la zona de distensió amb Corea del Sud. A l'oest es troba el mar Groc.
Les xifres del cens de població realitzat en l'any 2005 mostren que Hwanghae del Sud té una població de 2.560.408 persones. El territori ocupa 8.728 quilòmetres quadrats de superfície, i la densitat poblacional és de 293 habitants per quilòmetre quadrat.